# The Highest Bidder
The Highest Bidder er en amerikansk stumfilm fra 1921 af Wallace Worsley.

## Medvirkende
- Madge Kennedy som Sally Raeburn
- Lionel Atwill som Lester
- Vernon Steele som Hastings
- Ellen Cassidy som Fanny de Witt
- Zelda Sears som Mrs. Steese
- Joseph Brennan som Horace Ashe
- Reginald Mason som Mawsby
- Brian Darley som Butts
- William Black som Mr. Steese